# Darijo Srna
Darijo Srna (AFI: ˈdaːriɔ ˈsrna; Metković, 1 de mayo de 1982) es un exfutbolista croata que jugaba como lateral derecho o extremo derecho. Jugó la mayor parte de su carrera en el F. K. Shajtar Donetsk, donde permaneció durante 15 temporadas, desde 2003 hasta 2018. Su último equipo fue el Cagliari Calcio. Actualmente es entrenador del F. K. Shajtar Donetsk.
Fue el capitán de la selección de Croacia, siendo el jugador con más presencias en su historia (hasta 2021) y también el cuarto máximo goleador de dicha selección, acumulando 22 anotaciones. Por su forma de juego, ha sido comparado con Cafú.

## Trayectoria
El talento de Srna fue visto por varios cazatalentos cuando era joven. Después de haber firmado un contrato profesional con el Hajduk Split, su talento se hizo evidente, lo que hizo que fuera pretendido varios equipos gigantes de Croacia. Luego de haber hecho un impacto impresionante en el Hajduk, Srna fue considerado como uno de los mejores jugadores del equipo.
Shakhtar Donetsk

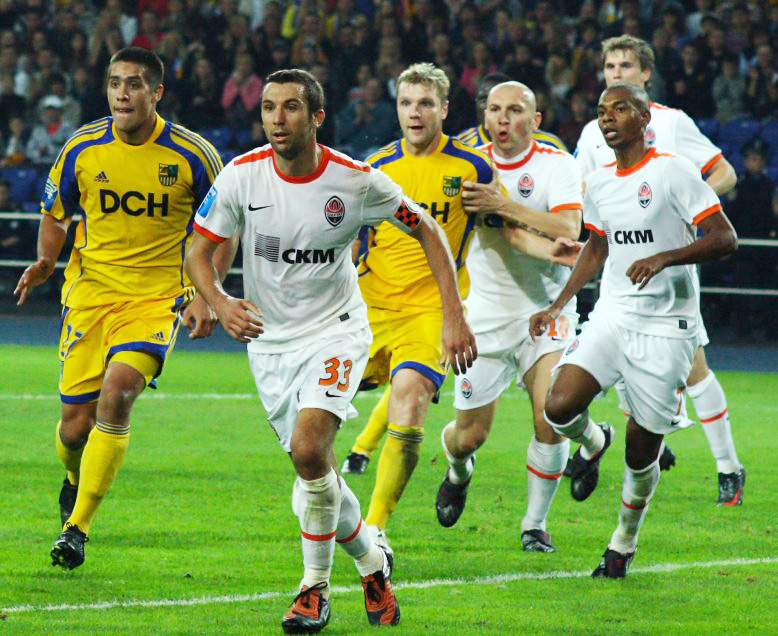
Darijo Srna disputando un partido con el Shajtar Donetsk.

En 2003, Srna fue vendido al Shajtar Donetsk de la Liga Premier de Ucrania, junto con su compañero Stipe Pletikosa.
Luego de la Copa Mundial de Fútbol de 2006, en donde Srna tuvo buenas actuaciones, varios equipos europeos han estado interesados en contratarlo, incluyendo el Chelsea y el Tottenham Hotspur de Inglaterra, el Bayern Múnich de Alemania, y el Real Madrid de España.
El 14 de septiembre de 2004, Srna hizo su debut en la Liga de Campeones de la UEFA ante el Milan de Italia.
El 23 de junio de 2008, luego de que varios reportes lo vincularan con el Liverpool de Inglaterra, Srna refutó dichos reportes, diciendo:

"Dejaré al Shakhtar solamente si dejo de ser titular en el equipo. Quiero ganar algo grande con el Shakhtar. Por ahora, no quiero abandonar al equipo, aún si el Liverpool hace una oferta."

El 20 de mayo de 2009, Srna obtuvo el título de la Copa de la UEFA, luego de que su equipo derrotó por 2-1 al Werder Bremen en la final. Durante el partido, Srna dio una asistencia a Jadson para la anotación del gol que le dio la victoria al Shakhtar, siendo nombrado el Jugador del Partido.

### Clubes
| Club                | País                | Año                 | Partidos | Goles | Media |
| ------------------- | ------------------- | ------------------- | -------- | ----- | ----- |
| Hajduk Split        | Croacia             | 1999-2003           | 84       | 8     | 0.1   |
| Shajtar Donetsk     | Ucrania             | 2003-2018           | 536      | 49    | 0.09  |
| Cagliari            | Italia              | 2018-2019           | 28       | 0     | 0     |
| Total en su carrera | Total en su carrera | Total en su carrera | 648      | 57    | 0.09  |

## Estadísticas

### Clubes
| Club                            | Temporada     | Liga     | Liga  | Copas nacionales | Copas nacionales | Torneos internacionales | Torneos internacionales | Otros    | Otros | Total    | Total |
| Club                            | Temporada     | Partidos | Goles | Partidos         | Goles            | Partidos                | Goles                   | Partidos | Goles | Partidos | Goles |
| ------------------------------- | ------------- | -------- | ----- | ---------------- | ---------------- | ----------------------- | ----------------------- | -------- | ----- | -------- | ----- |
| H. N. K. Hajduk Split · Croacia | 1999–00       | 1        | 0     | -                | -                | -                       | -                       | -        | -     | 1        | 0     |
| H. N. K. Hajduk Split · Croacia | 2000–01       | 10       | 0     | 3                | 0                | -                       | -                       | -        | -     | 13       | 0     |
| H. N. K. Hajduk Split · Croacia | 2001–02       | 26       | 1     | 2                | 1                | 5                       | 1                       | -        | -     | 33       | 3     |
| H. N. K. Hajduk Split · Croacia | 2002–03       | 27       | 3     | 6                | 2                | 4                       | 0                       | -        | -     | 37       | 5     |
| Total                           | Total         | 64       | 4     | 11               | 3                | 9                       | 1                       | -        | -     | 84       | 8     |
| F. K. Shajtar Donetsk · Ucrania | 2003–04       | 19       | 0     | 5                | 3                | 5                       | 0                       | -        | -     | 29       | 3     |
| F. K. Shajtar Donetsk · Ucrania | 2004–05       | 22       | 1     | 7                | 1                | 11                      | 0                       | 1        | 0     | 41       | 2     |
| F. K. Shajtar Donetsk · Ucrania | 2005–06       | 21       | 2     | 1                | 0                | 10                      | 0                       | 1        | 0     | 33       | 2     |
| F. K. Shajtar Donetsk · Ucrania | 2006–07       | 20       | 3     | 5                | 0                | 9                       | 1                       | 1        | 0     | 35       | 4     |
| F. K. Shajtar Donetsk · Ucrania | 2007–08       | 28       | 0     | 3                | 0                | 10                      | 0                       | -        | -     | 41       | 0     |
| F. K. Shajtar Donetsk · Ucrania | 2008–09       | 25       | 4     | 3                | 0                | 17                      | 1                       | 1        | 0     | 46       | 5     |
| F. K. Shajtar Donetsk · Ucrania | 2009–10       | 26       | 2     | 2                | 1                | 11                      | 1                       | -        | -     | 39       | 4     |
| F. K. Shajtar Donetsk · Ucrania | 2010–11       | 27       | 3     | 2                | 0                | 9                       | 1                       | 1        | 0     | 39       | 4     |
| F. K. Shajtar Donetsk · Ucrania | 2011–12       | 25       | 3     | 3                | 0                | 5                       | 0                       | 1        | 0     | 34       | 3     |
| F. K. Shajtar Donetsk · Ucrania | 2012–13       | 26       | 2     | 5                | 1                | 8                       | 1                       | 1        | 0     | 40       | 4     |
| F. K. Shajtar Donetsk · Ucrania | 2013–14       | 27       | 6     | 2                | 0                | 8                       | 0                       | 1        | 0     | 38       | 6     |
| F. K. Shajtar Donetsk · Ucrania | 2014–15       | 23       | 4     | 5                | 0                | 7                       | 1                       | 1        | 0     | 36       | 5     |
| F. K. Shajtar Donetsk · Ucrania | 2015–16       | 19       | 2     | 4                | 0                | 17                      | 3                       | 1        | 1     | 41       | 6     |
| F. K. Shajtar Donetsk · Ucrania | 2016–17       | 23       | 1     | 1                | 0                | 9                       | 0                       | 1        | 0     | 34       | 1     |
| F. K. Shajtar Donetsk · Ucrania | 2017–18       | 8        | 0     | 0                | 0                | 1                       | 0                       | 1        | 0     | 10       | 0     |
| Total                           | Total         | 339      | 33    | 48               | 6                | 136                     | 9                       | 13       | 1     | 536      | 49    |
| Cagliari Calcio · Italia        | 2018–19       | 26       | 0     | 2                | 0                | 0                       | 0                       | 0        | 0     | 28       | 0     |
| Cagliari Calcio · Italia        | Total         | 26       | 0     | 2                | 0                | 0                       | 0                       | 0        | 0     | 28       | 0     |
| Total carrera                   | Total carrera | 429      | 37    | 61               | 9                | 145                     | 10                      | 13       | 1     | 648      | 57    |

## Selección nacional
Fue internacional con la selección de Croacia en 134 partidos, marcando 22 goles. Entre otros torneos, ha jugado con la selección la Eurocopa 2004 y 2008. En la Copa Mundial de 2006, marcó un gol de tiro libre ante la selección de Australia, el partido terminó en un empate 2-2.
El 14 de mayo de 2014, Srna fue incluido en la lista preliminar de 30 jugadores que representarán a Croacia en la Copa Mundial de 2014 en Brasil, siendo ratificado en la lista final de 23 futbolistas el 31 de mayo.
En la Eurocopa 2016, Srna, una vez más como capitán del equipo, jugó en el primer partido de la fase de grupos donde la selección de Croacia jugó contra la selección de Turquía. Poco después del partido, sin embargo, regresó a Croacia con la noticia de la muerte de su padre durante el partido. Regresó a Francia después, ya que el último deseo de su padre era que jugara para Croacia. La selección de Croacia llegó a la fase eliminatoria del torneo, pero perdió 1-0 ante la selección de Portugal por un gol de Ricardo Quaresma en el tiempo extra. Srna posteriormente anunció su retiro del fútbol internacional en los que acumuló 134 partidos y 22 goles, lo que lo convirtió en el jugador con más partidos en su país (hasta 2021, cuando fue superado por Luka Modrić).

### Participaciones en fases finales
| Competición       | Categoría | Sede              | Resultado        | Partidos | Goles |
| ----------------- | --------- | ----------------- | ---------------- | -------- | ----- |
| Eurocopa 2004     | Absoluta  | Portugal          | Primera fase     | 2        | 0     |
| Copa Mundial 2006 | Absoluta  | Alemania          | Primera fase     | 3        | 1     |
| Eurocopa 2008     | Absoluta  | Austria y Suiza   | Cuartos de final | 3        | 1     |
| Eurocopa 2012     | Absoluta  | Polonia y Ucrania | Primera fase     | 3        | 0     |
| Copa Mundial 2014 | Absoluta  | Brasil            | Primera fase     | 3        | 0     |
| Eurocopa 2016     | Absoluta  | Francia           | Octavos de final | 4        | 0     |
| Total             | –         | –                 | –                | 18       | 2     |

#### Goles internacionales
| #   | Fecha                    | Sede                                          | Oponente             | Marcador | Resultado | Competición                    |
| --- | ------------------------ | --------------------------------------------- | -------------------- | -------- | --------- | ------------------------------ |
| 1.  | 29 de marzo de 2003      | Maksimir Stadium, Zagreb, Croacia             | Bélgica              | 1–0      | 4–0       | Clasificación Euro 2004        |
| 2.  | 31 de marzo de 2004      | Maksimir Stadium, Zagreb, Croacia             | Turquía              | 2–1      | 2–2       | Amistoso                       |
| 3.  | 8 de septiembre de 2004  | Ullevi Stadium, Gothenburg, Suecia            | Suecia               | 0–1      | 0–1       | Clasificación Mundial 2006     |
| 4.  | 9 de octubre de 2004     | Maksimir Stadium, Zagreb, Croacia             | Bulgaria             | 1–0      | 2–2       | Clasificación Mundial 2006     |
| 5.  | 9 de octubre de 2004     | Maksimir Stadium, Zagreb, Croacia             | Bulgaria             | 2–0      | 2–2       | Clasificación Mundial 2006     |
| 6.  | 9 de febrero de 2005     | Teddy Stadium, Jerusalem, Israel              | Israel               | 1–2      | 3–3       | Amistoso                       |
| 7.  | 3 de septiembre de 2005  | Laugardalsvöllur, Reykjavík, Islandia         | Islandia             | 1–3      | 1–3       | Clasificación Mundial 2006     |
| 8.  | 8 de octubre de 2005     | Maksimir Stadium, Zagreb, Croacia             | Suecia               | 1–0      | 1–0       | Clasificación Mundial 2006     |
| 9.  | 1 de marzo de 2006       | St. Jakob-Park, Basel, Suiza                  | Argentina            | 2–2      | 2–3       | Amistoso                       |
| 10. | 22 de junio de 2006      | Gottlieb-Daimler-Stadion, Stuttgart, Alemania | Australia            | 1–0      | 2–2       | Copa Mundial de Fútbol de 2006 |
| 11. | 15 de noviembre de 2006  | Ramat Gan Stadium, Ramat Gan, Israel          | Israel               | 1–1      | 3–4       | Clasificación Euro 2008        |
| 12. | 24 de marzo de 2007      | Maksimir Stadium, Zagreb, Croacia             | Macedonia            | 1–1      | 2–1       | Clasificación Euro 2008        |
| 13. | 22 de agosto de 2007     | Koševo, Sarajevo, Bosnia y Herzegovina        | Bosnia y Herzegovina | 0–2      | 3–5       | Amistoso                       |
| 14. | 22 de agosto de 2007     | Koševo, Sarajevo, Bosnia y Herzegovina        | Bosnia y Herzegovina | 2–4      | 3–5       | Amistoso                       |
| 15. | 12 de septiembre de 2007 | Estadio Comunal, Andorra la Vieja, Andorra    | Andorra              | 0–1      | 0–6       | Clasificación Euro 2008        |
| 16. | 12 de junio de 2008      | Hypo-Arena, Klagenfurt, Austria               | Alemania             | 1–0      | 2–1       | UEFA Euro 2008                 |
| 17. | 20 de agosto de 2008     | Ljudski vrt, Maribor, Eslovenia               | Eslovenia            | 2–2      | 2–3       | Amistoso                       |
| 18. | 14 de noviembre de 2009  | Stadion HNK Cibalia, Vinkovci, Croacia        | Liechtenstein        | 2–0      | 5–0       | Amistoso                       |
| 19. | 3 de septiembre de 2010  | Skonto Stadium, Riga, Letonia                 | Letonia              | 0–3      | 0–3       | Clasificación Euro 2012        |
| 20. | 6 de febrero de 2013     | Craven Cottage, London, Inglaterra            | Corea del Sur        | 0–2      | 0–4       | Amistoso                       |
| 21. | 19 de noviembre de 2013  | Maksimir Stadium, Zagreb, Croacia             | Islandia             | 2–0      | 2–0       | Clasificación Mundial 2014     |
| 22. | 4 de junio de 2016       | Stadion Rujevica, Rijeka, Croacia             | San Marino           | 3–0      | 10–0      | Amistoso                       |

## Palmarés

### Campeonatos nacionales
| Título                  | Club                  | País    | Año  |
| ----------------------- | --------------------- | ------- | ---- |
| Copa de Croacia         | H. N. K. Hajduk Split | Croacia | 2000 |
| Primera Liga de Croacia | H. N. K. Hajduk Split | Croacia | 2001 |
| Copa de Croacia         | H. N. K. Hajduk Split | Croacia | 2003 |
| Copa de Ucrania         | F. K. Shajtar Donetsk | Ucrania | 2004 |
| Liga Premier de Ucrania | F. K. Shajtar Donetsk | Ucrania | 2005 |
| Supercopa de Ucrania    | F. K. Shajtar Donetsk | Ucrania | 2005 |
| Liga Premier de Ucrania | F. K. Shajtar Donetsk | Ucrania | 2006 |
| Liga Premier de Ucrania | F. K. Shajtar Donetsk | Ucrania | 2008 |
| Copa de Ucrania         | F. K. Shajtar Donetsk | Ucrania | 2008 |
| Supercopa de Ucrania    | F. K. Shajtar Donetsk | Ucrania | 2008 |
| Liga Premier de Ucrania | F. K. Shajtar Donetsk | Ucrania | 2010 |
| Supercopa de Ucrania    | F. K. Shajtar Donetsk | Ucrania | 2010 |
| Liga Premier de Ucrania | F. K. Shajtar Donetsk | Ucrania | 2011 |
| Copa de Ucrania         | F. K. Shajtar Donetsk | Ucrania | 2011 |
| Liga Premier de Ucrania | F. K. Shajtar Donetsk | Ucrania | 2012 |
| Copa de Ucrania         | F. K. Shajtar Donetsk | Ucrania | 2012 |
| Supercopa de Ucrania    | F. K. Shajtar Donetsk | Ucrania | 2012 |
| Liga Premier de Ucrania | F. K. Shajtar Donetsk | Ucrania | 2013 |
| Copa de Ucrania         | F. K. Shajtar Donetsk | Ucrania | 2013 |
| Supercopa de Ucrania    | F. K. Shajtar Donetsk | Ucrania | 2013 |
| Supercopa de Ucrania    | F. K. Shajtar Donetsk | Ucrania | 2014 |
| Liga Premier de Ucrania | F. K. Shajtar Donetsk | Ucrania | 2014 |
| Supercopa de Ucrania    | F. K. Shajtar Donetsk | Ucrania | 2015 |
| Copa de Ucrania         | F. K. Shajtar Donetsk | Ucrania | 2016 |
| Supercopa de Ucrania    | F. K. Shajtar Donetsk | Ucrania | 2017 |
| Liga Premier de Ucrania | F. K. Shajtar Donetsk | Ucrania | 2017 |
| Copa de Ucrania         | F. K. Shajtar Donetsk | Ucrania | 2017 |
| Copa de Ucrania         | F. K. Shajtar Donetsk | Ucrania | 2018 |
| Liga Premier de Ucrania | F. K. Shajtar Donetsk | Ucrania | 2018 |

### Copas internacionales
| Título          | Club                  | Sede     | Año  |
| --------------- | --------------------- | -------- | ---- |
| Copa de la UEFA | F. K. Shajtar Donetsk | Estambul | 2009 |

### Distinciones individuales
| Distinción                                  | Año  |
| ------------------------------------------- | ---- |
| Premio al Corazón de Hajduk                 | 2003 |
| Mejor Jugador de la Liga Premier de Ucrania | 2009 |
| Mejor Jugador de la Liga Premier de Ucrania | 2010 |